# Ummidia occidentalis
Ummidia occidentalis är en spindelart som först beskrevs av Simon 1909.  Ummidia occidentalis ingår i släktet Ummidia och familjen Ctenizidae.
Artens utbredningsområde är Marocko. Inga underarter finns listade i Catalogue of Life.